# Forfoleda (kommunhuvudort)
Forfoleda är en kommunhuvudort i Spanien. Den ligger i provinsen Provincia de Salamanca och regionen Kastilien och Leon, i den centrala delen av landet, 190 km väster om huvudstaden Madrid. Forfoleda ligger 792 meter över havet och antalet invånare är 234.
Terrängen runt Forfoleda är platt. Runt Forfoleda är det ganska glesbefolkat, med 23 invånare per kvadratkilometer. Närmaste större samhälle är Salamanca, 16,0 km sydost om Forfoleda. Trakten runt Forfoleda består till största delen av jordbruksmark.